# Kustwacht Caribisch Gebied
De Kustwacht Caribisch Gebied (KWCARIB) (Engels: Dutch Caribbean Coastguard) is de kustwacht voor het Caribisch deel van het Koninkrijk der Nederlanden (Aruba, Curaçao, Sint Maarten en Caribisch Nederland). Als maritiem rechtshandhaver van de meest westelijke buitengrenzen van het Koninkrijk voert zij taken uit op het gebied van opsporing, toezicht, search and rescue (SAR) en rampenbestrijding.
Kustwacht Carib is een samenwerkingsverband van de vier landen van het Koninkrijk der Nederlanden. Het personeel is voor een deel afkomstig van de Koninklijke Marine, maar wordt ook in eigen beheer opgeleid. De organisatie bestaat uit circa 210 lokale personeelsleden en 30 marinemensen.
De Commandant der Zeemacht in het Caribisch Gebied (CZMCARIB) is de hoogstverantwoordelijke Nederlandse militair in de Caribische regio en tevens Directeur Kustwacht Caribisch Gebied.
De kustwacht ving aan in 1993, in eerste instantie zonder juridische basis. Op 1 februari 1996 werd een zelfstandige kustwacht voor de Nederlandse Antillen en Aruba opgericht (NA&A CG). De huidige formele naam is "Kustwacht voor het Koninkrijk der Nederlanden in het Caribisch Gebied". Sinds de staatkundige hervormingen binnen het Koninkrijk der Nederlanden in 2010 opereert de dienst onder de huidige naam.

## Materieel
| Klasse                          | Type                          | Aantal                   | Details                                                    |
| ------------------------------- | ----------------------------- | ------------------------ | ---------------------------------------------------------- |
| Patrouillevaartuigen            | Damen Stan 4100 patrol vessel | P810 Jaguar              | P810 Jaguar                                                |
| Patrouillevaartuigen            | Damen Stan 4100 patrol vessel | P811 Panter              | P811 Panter                                                |
| Patrouillevaartuigen            | Damen Stan 4100 patrol vessel | P812 Poema               | P812 Poema                                                 |
| Lichte vaartuigen               | Metal Shark Defiant 38        | Metal Shark Defiant 38   | 12 stuks                                                   |
| Lichte vaartuigen               | Boston Whaler Justice 20      | Boston Whaler Justice 20 | 1 op St. Maarten, 1 op Aruba, 2 op Curaçao en 1 op Bonaire |
| Maritieme patrouillevliegtuigen | Bombardier Dash 8             | C-GPAB                   | PH-CGA                                                     |
| Maritieme patrouillevliegtuigen | Bombardier Dash 8             | C-GRNN                   | PH-CGB                                                     |
| Helikopters                     | AgustaWestland AW139          |                          | PH-DCG                                                     |
| Helikopters                     | AgustaWestland AW139          | PH-FBH                   |                                                            |

De KWCARIB beschikt over een tweetal vliegtuigen van het type Bombardier Dash 8 die geleaset zijn van het Canadese bedrijf Provincial Aerospace Ltd., een tweetal helikopters van het type Agusta Westland AW139 die geleaset zijn van het Britse bedrijf Cobham, een drietal cutters (Jaguar, Panter en Poema) van het type Damen Stan Patrol 4120 en een aantal kleine eenheden, waaronder 12 superrhibs van fabrikant Delta (UK). Naast deze organieke eenheden zijn er eenheden van de Koninklijke Marine, waaronder het stationsschip (met helikopter), die worden ingezet voor Kustwachttaken.

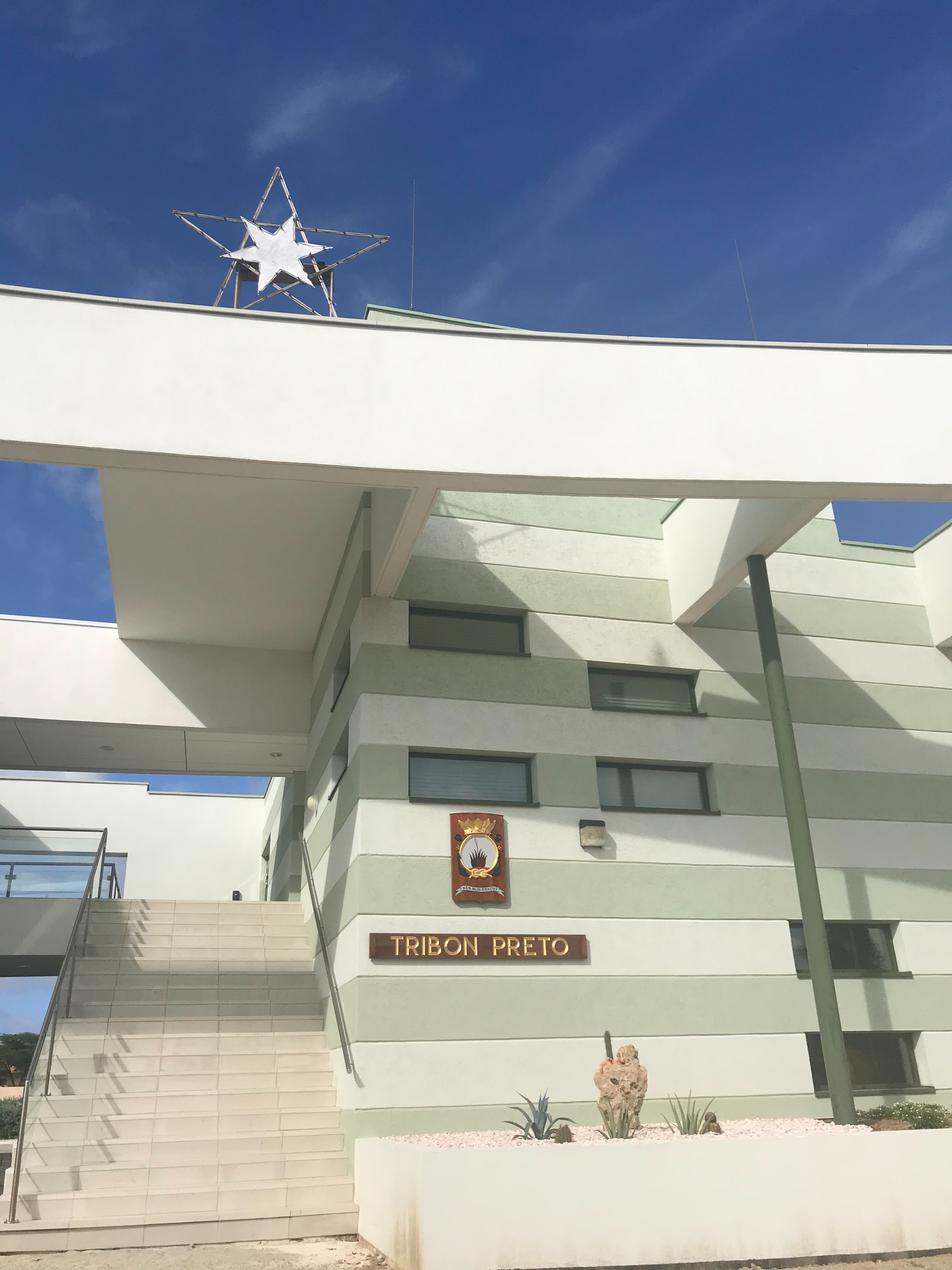
Ingang administratief gebouw Marinierskazerne Savaneta in Aruba

 In 2021 werd bekend dat tot 2030 de meeste varende eenheden, waaronder de cutters, worden vervangen door nieuw materieel.

## Locaties
De staf van de Kustwacht bevindt zich in het stafgebouw op Marinebasis Parera. Behalve het stafgebouw zijn er vier kustwachtsteunpunten. Dit zijn het aeronautisch steunpunt Hato en de nautische steunpunten Curaçao (Marinebasis Parera), Aruba (Marinierskazerne Savaneta) en Sint Maarten (Steunpunt Simpson Bay). Kustwachtoperaties bij de Benedenwindse Eilanden alsook bij de Bovenwindse Eilanden worden gecoördineerd vanuit het Redding- en Coördinatie Centrum van de Kustwacht, dat zich bevindt in het stafgebouw op Marinebasis Parera. Rond de Bovenwindse eilanden wordt samengewerkt met de Franse kustwacht.